# Bénin tại Thế vận hội

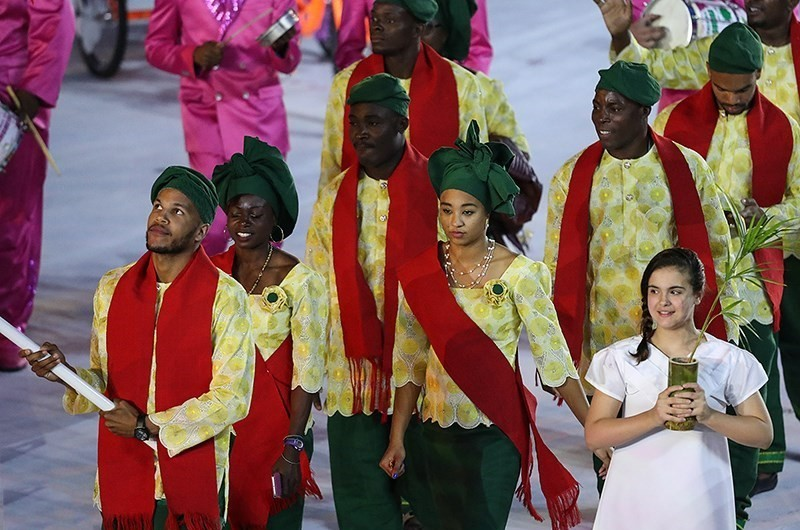
Đoàn vận động viên Bénin diễu hành tại lễ khai mạc Thế vận hội Mùa hè 2016

Tính đến năm 2014, đoàn thể thao quốc gia Bénin đã tham dự 13 kì Thế vận hội Mùa hè. Song chưa vận động viên (VĐV) Bénin nào giành huy chương.
Quốc gia này lần đầu tiên tham dự Thế vận hội Mùa hè năm 1972 tại Munich dưới tên gọi Dahomey. Sau khi đổi tên thành Benin vào năm 1975, quốc gia này lần đầu tiên thi đấu dưới tên mới tại Thế vận hội ở Moscow năm 1980 và kể từ đó đã liên tục cử vận động viên tham dự Thế vận hội.

## Bảng huy chương

### Thành tích tại các kỳ Thế vận hội Mùa hè
| Kỳ Thế vận hội              | Số VĐV            | Vàng           | Bạc            | Đồng           | Tổng cộng      | Xếp thứ        |
| 1896–1968                   | không tham gia    | không tham gia | không tham gia | không tham gia | không tham gia | không tham gia |
| 1972 München, Tây Đức       | 3                 | 0              | 0              | 0              | 0              | -              |
| 1976 Montreal, Canada       | không tham dự     | không tham dự  | không tham dự  | không tham dự  | không tham dự  | không tham dự  |
| 1980 Moskva, Liên Xô        | 18                | 0              | 0              | 0              | 0              | -              |
| 1984 Los Angeles, Hoa Kỳ    | 3                 | 0              | 0              | 0              | 0              | -              |
| 1988 Seoul, Hàn Quốc        | 7                 | 0              | 0              | 0              | 0              | -              |
| 1992 Barcelona, Tây Ban Nha | 6                 | 0              | 0              | 0              | 0              | -              |
| 1996 Atlanta, Hoa Kỳ        | 5                 | 0              | 0              | 0              | 0              | -              |
| 2000 Sydney, Úc             | 4                 | 0              | 0              | 0              | 0              | -              |
| 2004 Athens, Hy Lạp         | 4                 | 0              | 0              | 0              | 0              | -              |
| 2008 Bắc Kinh, Trung Quốc   | 5                 | 0              | 0              | 0              | 0              | -              |
| 2012 Luân Đôn, Anh          | 5                 | 0              | 0              | 0              | 0              | -              |
| 2016 Rio de Janeiro, Brasil | 6                 | 0              | 0              | 0              | 0              | -              |
| Tokyo 2020                  | 7                 | 0              | 0              | 0              | 0              | –              |
| Paris 2024                  | 5                 | 0              | 0              | 0              | 0              | –              |
| Los Angeles 2028            | Sự kiện tương lai |                |                |                |                |                |
|                             | Sự kiện tương lai |                |                |                |                |                |
| Tổng cộng                   | Tổng cộng         | 0              | 0              | 0              | 0              | -              |

## Các VĐV cầm cờ cho đoàn
| #  | Kì đại hội | VĐV cầm cờ        | Môn thể thao |       |
| -- | ---------- | ----------------- | ------------ | ----- |
| 1  | 1972       |                   |              |       |
| 2  | 1980       |                   |              |       |
| 3  | 1984       | Firmin Abissi     | Quyền Anh    | [ 1 ] |
| 4  | 1988       | Félicite Bada     | Điền kinh    | [ 1 ] |
| 5  | 1992       | Sonya Agbéssi     | Điền kinh    | [ 1 ] |
| 6  | 1996       | Laure Kuetey      | Điền kinh    | [ 1 ] |
| 7  | 2000       | Laure Kuetey      | Điền kinh    | [ 1 ] |
| 8  | 2004       | Fabienne Féraez   | Điền kinh    | [ 1 ] |
| 9  | 2008       | Fabienne Féraez   | Điền kinh    | [ 1 ] |
| 10 | 2012       | Jacob Gnahoui     | Judo         | [ 1 ] |
| 11 | 2016       | Yémi Apithy       | Fencing      | [ 1 ] |
| 12 | 2020       | Privel Hinkati    | Chèo thuyền  | [ 2 ] |
| 12 | 2020       | Nafissath Radji   | Bơi lội      | [ 2 ] |
| 13 | 2024       | Valentin Houinato | Judo         | [ 3 ] |
| 13 | 2024       | Noélie Yarigo     | Điền kinh    | [ 3 ] |

## Xưm thêm
- Thế vận hội Mùa hè